# Порт-Судан (аэропорт)
Новый международный аэропорт Порт Судан (англ. Port Sudan New International Airport) — аэропорт, расположенный в 20 километрах к югу от города Порт-Судан. Является вторым по величине международным аэропортом в Судане с точки зрения воздушного движения и обслуживаемых международных направлений. Новый международный аэропорт Порт-Судан является полноправным членом IATA с 2014 года.

## Галерея
- Вид на перрон
- Школа пилотов
- Заправка самолёта Ан-12
- Hongdu JL-8 на стоянке в аэропорту Порт-Судан
- Два Hongdu JL-8 ВВС Судана взлетают из аэропорта Порт-Судан

## Инциденты
8 июля 2003 года самолёт Boeing 737 авиакомпании Sudan Airways, выполняющий рейс SD139, потерпел крушение примерно через 15 минут после взлёта. Все 117 пассажиров и экипаж погибли при крушении.